# Dwór (Złojec)
Dwór – część wsi Złojec w Polsce położona w województwie lubelskim, w powiecie zamojskim, w gminie Nielisz.
W latach 1975–1998 Dwór należał administracyjnie do województwa zamojskiego.
Wierni Kościoła rzymskokatolickiego należą do parafii Chrystusa Króla w Złojcu.